# Curbans
Curbans ist eine französische Gemeinde mit 577 Einwohnern (Stand 1. Januar 2022) im Département Alpes-de-Haute-Provence in der Region Provence-Alpes-Côte d’Azur. Sie gehört zum Arrondissement Forcalquier und zum Kanton Seyne.

## Geographie
Die angrenzenden Gemeinden sind Tallard im Norden, Venterol im Osten, Faucon-du-Caire und Le Caire im Südosten, La Motte-du-Caire und Melve im Süden, Claret im Südwesten sowie Vitrolles, Lardier-et-Valença und La Saulce im Nordwesten. Die Gemeindegrenze verläuft im Nordwesten dem Fluss Durance entlang. Dieser durchfließt dort den Stausee Barrage de La Saulce-Curbans. Knapp an der Grenze zur Nachbargemeinde La Saulce mündet der Rousine von rechts in die Durance.

## Bevölkerungsentwicklung
| Jahr      | 1962 | 1968 | 1975 | 1982 | 1990 | 1999 | 2012 |
| --------- | ---- | ---- | ---- | ---- | ---- | ---- | ---- |
| Einwohner | 148  | 136  | 119  | 164  | 241  | 282  | 483  |

## Sehenswürdigkeiten
- Kapelle Saint-Pierre, Monument historique